# Naru
『Naru』（ナル）は、ラックライフのメジャー7作目のシングル。2018年11月14日にLantisから発売された。

## 概要
前作「シンボル」から約6か月振りのリリース。
表題曲「Naru」は、テレビアニメ『ツルネ -風舞高校弓道部-』オープニングテーマ。

普段タイアップ曲を書き下ろす場合は3パターンほど作って提出するところ、今回は“Naru”1曲で勝負に出るほどに「これしかない」と思える楽曲に仕上がったとのこと。

## 収録曲
（全作詞・作曲：PON） 
1. Naru
編曲：ラックライフ、本間昭光
テレビアニメ『ツルネ -風舞高校弓道部-』オープニングテーマ
2. 棚の上の僕
編曲：ラックライフ
3. おんがくのえき
編曲：ラックライフ